# Erich Juskowiak
Erich Juskowiak (7 de septiembre de 1926 - 1 de julio de 1983), fue un futbolista alemán, se desempeñaba como lateral y disputó el Mundial 1958 con la selección de fútbol de Alemania.

## Biografía
En su juventud, Juskowiak luchó en la Segunda Guerra Mundial, resultando herido por un disparo en la cabeza. Tras la guerra, Juskowiak comenzó a jugar en el Rot-Weiss Oberhausen, jugando primero como segundo delantero, trasladándose después como lateral. Desde 1953 jugó en Fortuna Düsseldorf, donde el portero Toni Turek, campeón del mundo de 1954, fue uno de sus compañeros de equipo.
Pronto llamó la atención del seleccionador alemán Sepp Herberger que lo convocó para la selección de fútbol de Alemania en 1951 para un partido contra Luxemburgo. Juskowiak se convirtió en uno de los mejores laterales del mundo de la década de los 50, ganándose el apodo de "Hammer" por la potencia de sus disparos.
En 1962, Juskowiak puso punto final a su carrera deportiva debido a sus lesiones, retirándose en el Fortuna Düsseldorf tras 9 años jugando en el club.

### Fallecimiento
Juskowiak falleció en 1983, debido a una insuficiencia cardíaca mientras conducía su coche.

## Clubes
| Club                 | País             | Año         |
| -------------------- | ---------------- | ----------- |
| Rot-Weiss Oberhausen | Alemania Federal | 1946 - 1950 |
| Wuppertaler SV       | Alemania Federal | 1950 - 1951 |
| Rot-Weiss Oberhausen | Alemania Federal | 1951 - 1953 |
| Fortuna Düsseldorf   | Alemania Federal | 1953 - 1962 |

- Datos: Q694909
- Multimedia: Erich Juskowiak / Q694909